# Universiteit van Malta
De Universiteit van Malta (Maltees: L-Università ta' Malta) is een universiteit op Malta en wordt bij de oudsten van Europa gerekend.

## Geschiedenis
Op 12 november 1592 stichtte de bisschop Tomás Gargal (Garagallo) van Malta op verzoek van paus Clemens VIII en de Grootmeester van de Maltezer Orde Hugues Loubenx de Verdalle het Collegium Melitense voor jezuïeten in Valletta. Dit college onderwees grammatica, humane wetenschappen, en later ook theologie en filosofie. Reeds in een pauselijke bul van paus Pius IV van 29 augustus 1561 en later bevestigd in een pauselijke bul van Gregorius XIII van 9 mei 1578 werd vermeld dat aan de voorloper van het Collegium Melitense, het jezuïetencollege Collegia Externorum al de toestemming had gekregen om diploma's met de titel Philosophiae Magister en Doctor divinitatis uit de delen. Het Collegium Millitense was aanvankelijk omgeven door Merchants Street, St. Christopher Street, St. Paul Street en Archbishop Street. In 1650 werd een omvangrijke openbare bibliotheek ingericht en in 1676 richtte Grootmeester Nicolás Cotoner een School voor Chirurgie en Anatomie in, evenals een ziekenhuis van de Orde. Na de verdrijving van de jezuïeten uit Malta in 1768 door de Grootmeester van de Maltezer Orde Manuel Pinto de Fonseca stichtte hij met zijn eigen geld de Universiteit voor Algemene Studies. Het stichtingsdecreet werd op 22 november 1769 ondertekend en met de pauselijke brief "Sedula Romani Pontifici" van paus Clemens XIII op 20 oktober 1769 bekrachtigd. Op 25 mei 1771 werd de huidige medische faculteit opgericht. Na een korte onderbreking als gevolg van de bezetting door Napoleon Bonaparte van 11 juni 1798 tot 28 oktober 1800 werd de universiteit door de gouverneur van Malta Alexander Ball heropgericht. Van 1937 tot 1974 gaf George VI van het Verenigd Koninkrijk de universiteit de koninklijke titel Royal University of Malta. Op het moment dat Malta een republiek werd in 1974, werd de koninklijke titel verwijderd. In 1988 kreeg de universiteit haar huidige universitaire status. De colleges worden grotendeels in het Engels gedoceerd.

## Organisatie
- Faculteit Architectuur en Bouwkunde
- Faculteit Schone kunsten
- Faculteit Tandheelkunde
- Faculteit Economische wetenschappen
- Faculteit Onderwijskunde
- Faculteit Ingenieurswetenschappen
- Faculteit Rechtsgeleerdheid
- Faculteit Geneeskunde en Chirurgie
- Faculteit Wetenschappen
- Faculteit Theologie
- Faculteit Informatietechnologie
- Faculteit Humane wetenschappen/Psychologie
- Faculteit Natuurkunde